# Espilantol
Espilantol é um alcaloide encontrado principalmente na planta Acmella oleracea, uma erva também conhecido como "jambu", comum no Brasil, Índia, Tailândia e outros países tropicais. Esta substância apresenta efeito anestésico causando sensação de formigamento quando é absorvido pela mucosa labial.

## Utilização
O espilantol é responsável pelo sabor picante e anestesiante apresentado pelo jambú. Ele atua no sistema nervoso, ativando receptores específicos, produzindo uma sensação de dormência e tremor na boca. Essa característica é frequentemente usada na culinária típica da região Norte do Brasil para adicionar um sabor único a diversos pratos e bebidas.
Além do uso culinário, o espilantol tem sido estudado por suas propriedades medicinais. Estudos iniciais mostraram que a substância tem propriedades anti-inflamatórias, antioxidantes e antimicrobianas. Acredita-se que o espilantol possa ajudar a tratar infecções bacterianas e virais, reduzir a dor e inflamação, além de ajudar na prevenção de cáries dentárias.
Outros estudos também investigam o potencial do espilantol na redução da ansiedade e na melhora da memória humana. No entanto, mais pesquisas são necessárias para confirmar esses benefícios e determinar as doses e modos de administração ideais.
O uso do espilantol ainda é relativamente desconhecido e pouco explorado, mas sua crescente popularidade na culinária e suas propriedades medicinais potenciais tornam a substância um foco crescente de pesquisa e interesse.